# Slava Očetu
Slava Očetu je krajša molitev, s katero kristjani slavijo troedinega Boga.
To molitev molijo katoliki, pravoslavni kristjani in tudi številni protestanti.
Ta molitev je pogosto vključena v daljše molitve, na primer v rožni venec, lahko se jo dodaja tudi k psalmom.

## Besedilo molitve
V slovenščini (novejša verzija):
Slava Očetu in Sinu in Svetemu Duhu, kakor je bilo v začetku, tako zdaj in vselej in vekomaj. Amen.
V slovenščini (starejša verzija):
Čast bodi Očetu in Sinu in Svetemu Duhu, kakor je bilo v začetku, tako zdaj in vselej in vekomaj. Amen.
V latinščini:
Glória Patri, et Fílio, et Spirítui Sancto. Sicut erat in princípio, et nunc, et semper, et in saecula saeculórum. Amen.
V grščini:
starogrško Δόξα Πατρὶ καὶ Υἱῷ καὶ Ἁγίῳ Πνεύματι, καὶ νῦν καὶ ἀεὶ καὶ εἰς τοὺς αἰῶνας τῶν αἰώνων. Ἀμήν.